# سبارطيل طنجة
سبارطيل طنجة للكرة الطائرة هو فريق للكرة الطائرة من مدينة طنجة يمارس بالدوري المغربي القسم الأول.